# Церковь Святого Григория Просветителя (Владимир)
Церковь Святого Григория Просветителя (арм. Սուրբ Գրիգոր Լուսավորիչ եկեղեցի; Сурб Григор Лусаворич) — армянская церковь, построенная в 2017 году, расположенная в городе Владимир России.        

## История
Строительство армянской церкви в городе Владимире было начато в 2006 году. Завершено строительство в 2017 году. В том же году 13 августа церковь была освящена. Чин освящения провел глава Арагацотнской епархии ААЦ епископ Мкртич Прошян. 
В 2013 году было завершено строительство куполов церкви. В 2015 году на них были установлены кресты, которые освятил глава Российской и Ново-Нахичеванской епархии ААЦ архиепископ Езрас (Нерсисян).
В 2016 году была завершена роспись стен церкви, которым занимались художники из Армении. В росписи также принимали участие и российские специалисты. Так, мастерами Юрием Ануриным и Глебом Ростовцевым, было расписано изображение Николая Чудотворца.
На строительство церкви и культурного центра, расположенного на её территории, было потрачена 66,5 млн. рублей средства благотворителей и членов армянской диаспоры.

## Устройство церкви
Церковь имеет размеры 37 метров высота вместе с крестом, 20 метров длина и 14 метров ширина. Снаружи облицована розовым туфом, который был доставлен из Армении. Церковь построена по традициям армянского зодчества по проекту архитектора Артака Гуляна и владимирского епархиального архитектора Александра Трофимова. На территории церкви располагается армянский культурно-просветительский центр